# Seznam zgradb in objektov v Brežicah
Seznam zgradb in objektov v Brežicah.

## Seznam
| Slika                     | Ime                                                                                          | Naslov                   |
| ------------------------- | -------------------------------------------------------------------------------------------- | ------------------------ |
|                           | Avtobusna postaja Brežice                                                                    | Cesta svobode 11         |
|                           | Blagovnica Brežice                                                                           | Bizeljska cesta 104      |
| Klikni za spremembo slike | Cerkev sv. Lenarta                                                                           | Lenartova pot 30         |
| Klikni za spremembo slike | Cerkev sv. Lovrenca (župnijska cerkev)                                                       | Cesta prvih borcev 30    |
| Klikni za spremembo slike | Cerkev sv. Roka                                                                              | Cesta bratov Milavcev 2  |
|                           | Dom kulture Brežice                                                                          | Trg Jožeta Toporišiča 3  |
|                           | Dom upokojencev Brežice                                                                      | Dobovska cesta 8         |
|                           | Dvojni železni most čez Savo in Krko                                                         | Prešernova cesta         |
| Klikni za spremembo slike | Fakulteta za turizem                                                                         | Cesta prvih borcev 36    |
|                           | Gasilski dom                                                                                 | Cesta svobode 17         |
| Klikni za spremembo slike | Gimnazija Brežice (nekdanji Frančiškanski samostan Brežice)                                  | Trg izgnancev 14         |
| Klikni za spremembo slike | Glasbena šola Brežice                                                                        | Cesta prvih borcev 5     |
| Klikni za spremembo slike | Grad Brežice (Posavski muzej Brežice)                                                        | Cesta prvih borcev 1     |
| Klikni za spremembo slike | Grajska kašča                                                                                | Cesta prvih borcev 4     |
|                           | Intermarket Brežice (nakupovalno središče)                                                   | Tovarniška cesta 10 a    |
| Klikni za spremembo slike | Kapela Božjega groba                                                                         | Lenartova pot 30         |
| Klikni za spremembo slike | Knjižnica Brežice                                                                            | Trg Jožeta Toporišiča 1  |
|                           | Ljudska optika Glasmaher                                                                     | Pleteršnikova ulica 1    |
|                           | Mestna hiša (danes sedež Krajevne skupnosti Brežice)                                         | Cesta prvih borcev 22    |
| Klikni za spremembo slike | Mladinski center Brežice                                                                     | Gubčeva ulica 10 a       |
|                           | Narodni dom (nekdanji)                                                                       | Cesta prvih borcev 39    |
| Klikni za spremembo slike | Nemški dom (Okrajno sodišče v Brežicah)                                                      | Cesta prvih borcev 22    |
|                           | Nogometni stadion Brežice                                                                    | Cesta bratov Milavcev 18 |
|                           | Občina Brežice                                                                               | Cesta prvih borcev 18    |
| Klikni za spremembo slike | Osnovna šola Brežice                                                                         | Levstikova ulica 18      |
|                           | Policijska postaja Brežice                                                                   | Prešernova cesta 19 a    |
|                           | Pošta Brežice                                                                                | Ulica stare pravde 34    |
|                           | Slomškov dom (pastoralni dom Župnije Brežice, nekdanja osnovna šola)                         | Kržičnikova ulica 2      |
| Klikni za spremembo slike | Splošna bolnišnica Brežice                                                                   | Černelčeva cesta 15      |
|                           | Strokovno izobraževalni center Brežice (srednja in višja šola)                               | Bizeljska cesta 45       |
| Klikni za spremembo slike | Športna dvorana Brežice                                                                      | Černelčeva cesta 10      |
|                           | Treppova vila                                                                                | Šentlenart 72            |
|                           | Trgovina Brežičanka                                                                          | Cesta svobode 31         |
|                           | Upravna enota Brežice                                                                        | Cesta prvih borcev 24 a  |
| Klikni za spremembo slike | Vodovodni stolp Brežice (danes muzej in razgledni stolp, podenota Posavskega muzeja Brežice) | Bizeljska cesta 4        |
|                           | Veterinarska bolnica Brežice                                                                 | Prešernova cesta 17 a    |
|                           | Vila Livada                                                                                  | Trg Izgnancev 10         |
|                           | Vrtec Mavrica Brežice                                                                        | Šolska ulica 5           |
| Klikni za spremembo slike | Zdravstveni dom Brežice                                                                      | Černelčeva cesta 8       |
| Klikni za spremembo slike | Železniška postaja Brežice                                                                   | Trg vstaje 3             |
| Klikni za spremembo slike | Župnišče Brežice                                                                             | Cesta prvih borcev 34    |